# Burg Törring
Die Burg Törring, auch Alten-Törring, Schlossberg genannt, ist eine abgegangene mittelalterliche Höhenburg  vom Typus einer Turmhügelburg (Motte) auf einer schmalen 520 m ü. NHN hohen Geländezunge des Rampelsberges westlich von Haus, einem Ortsteil der Gemeinde Taching am See im Landkreis Traunstein in Bayern. Die Anlage wird als Bodendenkmal unter der Aktennummer D-1-7942-0013 im Bayernatlas als „Burgstall des hohen und späten Mittelalters ("Altentörring" bzw. "Schlossberg")“ geführt. 

## Geschichte
Die Burg wurde vermutlich zwischen 1210 und 1230 von Friedrich I. von Tengling erbaut, 1270 als „castrum Torringa“ erwähnt und war Stammsitz der Grafen von Törring. 1421/22 wurde die Burg in einer Fehde Kaspars von Törring im Ochsenkrieg gegen Herzog Heinrich den Reichen von Landshut geschleift.
Danach wurde die Burg nicht wieder errichtet. Mit den Steinen der Burg Törring wurde angeblich der Außenturm „Beißtörring“ der Burg zu Burghausen erbaut, vermutlich aber eher zum Bau von Zwingermauern an der Stadtseite der Burg. 1766 waren noch Mauerreste sichtbar.

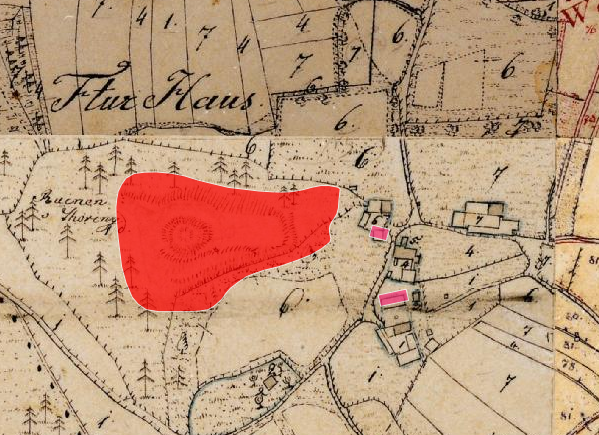
Lageplan von Burg Törring auf dem Urkataster von Bayern

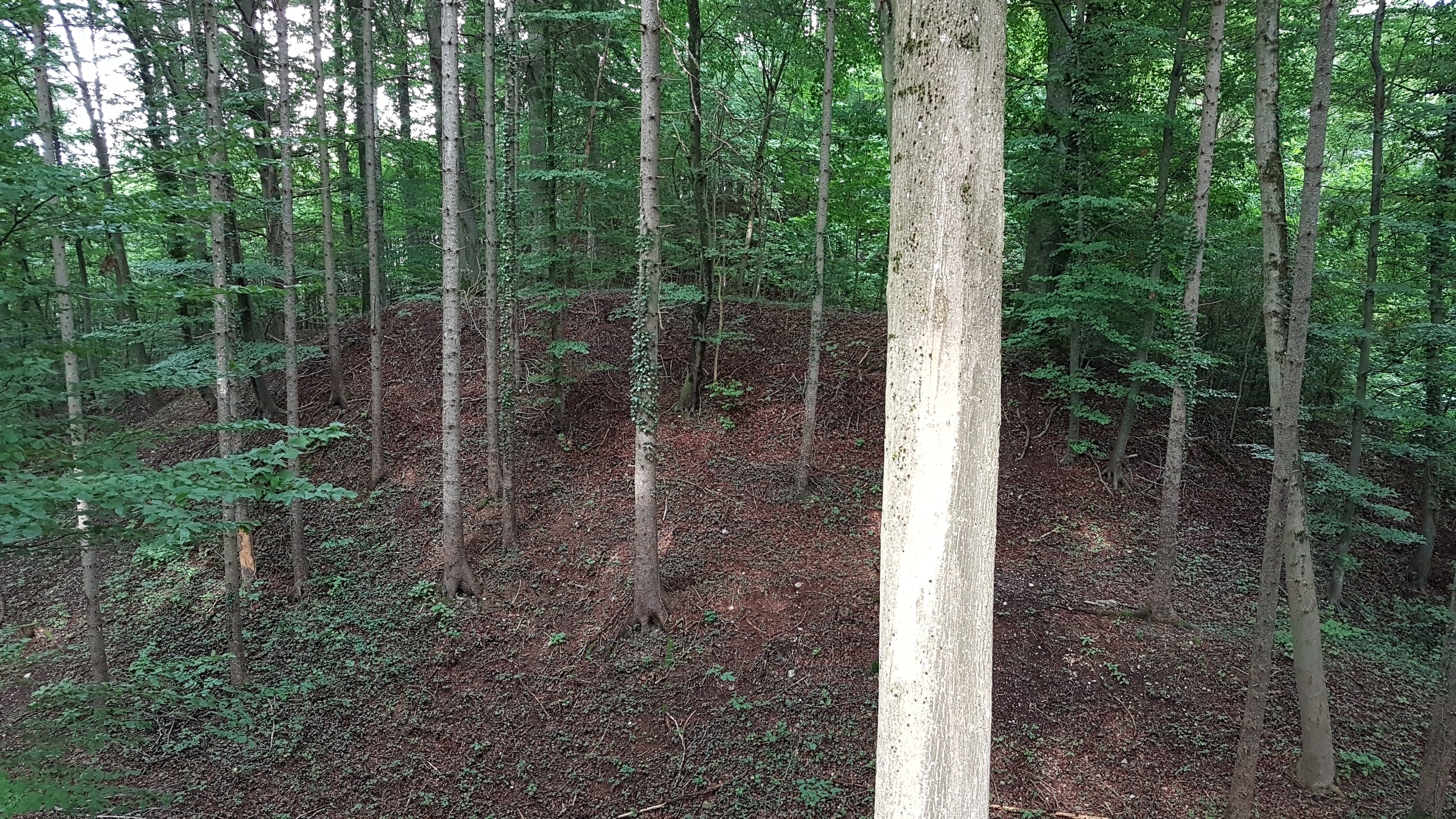
Innerer Burghügel

## Beschreibung
Von der ehemaligen Mottenanlage aus behauenen Tuffsteinquadern, kegelstumpfartigem Kernwerk und östlicher Vorburg sind noch unterirdische Steinfundamente, geringe Reste von ehemaligen Steinbauten der Vorburg und Grabenreste erhalten. Der Burgstall ist heute ein Bodendenkmal.